# La Paloma (Paraguai)
La Paloma é uma cidade do Paraguai, Departamento Canindeyú.

## Transporte
O município de La Paloma é servido pela seguinte rodovia:
- Caminho em rípio ligando o município a cidade de Puerto Adela.
- Ruta 10, que liga a cidade de Villa del Rosario (Departamento de San Pedro). ao município de Salto del Guairá (Departamento de Canindeyú).[1][2][3]